# Eucyclops troposperatus
Eucyclops troposperatus – gatunek widłonoga z rodziny Cyclopidae. Opisali go Wiktor Rościsławowicz Aleksiejew i Fatimah M. Yusoff w opublikowanym 2013 roku artykule międzynarodowego zespołu zoologów w składzie: Wiktor Rościsławowicz Aleksiejew, Douglas G. Haffner, James J. Vaillant i Fatimah M. Yusoff. Miejsce typowe to miejski staw w Dumen na zachodniej Sumatrze.